# Ole Mortensen
Ole Henrik Mortensen (ur. 29 stycznia 1958 w Vejle) - były czołowy duński krykiecista, praworęczny bowler. W latach 1983–1994 grał w angielskim Derbyshire County Cricket Club, w barwach którego uzyskał średnią 23.88.
Z reprezentacją Danii grał w czterech edycjach ICC Trophy, zdobywając 63 wickety.